# Солёное (озеро, Ильичёвский сельсовет)
Солёное (укр. Солоне, крымскотат. Tuzlu, Тузлу) — солёное озеро на юге Керченского полуострова на территории Ленинского района (Ильичёвский сельсовет). Площадь — 0,02 км². Тип общей минерализации — солёное. Происхождение — континентальное. Группа гидрологического режима — бессточное.

## География
Входит в Керченскую группу озёр. Длина — 0,5 км. Ширина макс — 0,4 км. Площадь водосбора — 14 км². Длина береговой линии — 0,49 км. Ближайшие населённые пункты — село Ильичёво, расположенное непосредственно восточнее озера.
Солёное озеро расположено вдали от побережья Чёрного моря. Озёрная котловина водоёма овальной формы вытянутая с северо-запада на юго-восток. Берега пологие. Реки не впадают. Расположено между Ильичёво и Северо-Крымским каналом. На юге озера расположена дамба для регуляции водного режима водоёма.
Среднегодовое количество осадков — 400—450 мм. Питание: преимущественно поверхностные (воды от снеготаяния и ливней) и от части подземные воды Причерноморского артезианского бассейна.